# Nazionale maschile under 21 di calcio dell'Irlanda
La Nazionale irlandese di calcio Under-21 è la rappresentativa calcistica dell'Irlanda ed è posta sotto l'egida della Football Association of Ireland.
Partecipa al campionato europeo di categoria che si tiene ogni due anni, ma non si è mai qualificata ad una fase finale.

## Partecipazioni ai tornei internazionali

### Europeo U-21
- 1978: Non partecipante
- 1980: Non partecipante
- 1982: Non partecipante
- 1984: Non partecipante
- 1986: Non partecipante
- 1988: Non qualificata
- 1990: Non partecipante
- 1992: Non qualificata
- 1994: Non qualificata
- 1996: Non qualificata
- 1998: Non qualificata
- 2000: Non qualificata
- 2002: Non qualificata
- 2004: Non qualificata
- 2006: Non qualificata
- 2007: Non qualificata
- 2009: Non qualificata
- 2011: Non qualificata
- 2013: Non qualificata
- 2015: Non qualificata
- 2017: Non qualificata
- 2019: Non qualificata
- 2021: Non qualificata